# わかないづみ
わかな いづみ（1994年9月14日 - ）は、元ハンサムレコーズ所属の日本の女性ウクレレシンガーソングライター、元子役。
正しい表記は「つにてんてん」だが、英語表記は「Wakana, Izumi」となっている。
キャッチコピーは「ネクラカフェ系ウクレレ女子」だったが、最近は本人も忘れがちで2019年10月時点では「ディストピア系ウクレレ女子」などとTwitterでは名乗っていたりする。公式に変更したのかは不明である。
ウクレレ弾き語りでの作品を主に発表しているが、帰国子女であることを生かした英語楽曲のカバーなども行い、アルバム「褪せゆく青に赤を足して」からはチェロやバイオリンなどウクレレ以外の奏者との共演にもチャレンジしている。
プロデューサーはハンサム判治。2019年末でハンサムレコーズを卒業。その後はフリーで活動している。しかし引き続きライブなどの運営にはハンサムレコーズが受託する事もあり、グッズなどの販売も継続している。
2020年1月5日より、初の冠ラジオ番組「わかなスタイル」が、ミュージックバード、全国コミュニティFM104局で放送開始される。
2020年8月27日に半年ぶりとなるライブを無観客配信ライブで開催。このライブにおいて共にDEEMO THE MOVIE主題歌歌姫オーディションに参加していた「ほの香」とユニット「Lydia(リディア)」を結成することを発表し、ユニットでの楽曲も披露された。またその年の10月27日にはLydiaとしての1stワンマンライブを開催した。

## 人物
9月14日 静岡県掛川市出身。2歳から5歳までアメリカで過ごし、高校時代にはイギリスで暮らした経験を持つ。欧州留学中に現地の人々と日本の歌で交流した経験から、歌で人を幸せにしたいと思い歌手を志した。
小・中学生のころ、主に『Dr.コトー診療所』などのTVドラマで子役として活動(スターダストプロモーションに所属)、現在はウクレレの弾き語りのライブ活動を都内を中心に行っている。
その歌声はラジオで共演した沢田知加子にローレライの様だと評された。また2020年に参加した「DEEMO THE MOVIE 歌姫オーディション」の三次審査の審査員前での歌唱評価では審査員である音楽プロデューサーの森康哲に「オーディションとは思えない堂々としたステージングで魅了された」と高い評価を受け総合2位で最終オーディションへの進出を決めた。
また、特徴的な活動として、毎月行っているライブの音源を中心にデモCD『月刊わかないづみ』を毎月リリースし、ライブ会場などで販売している。
ウクレレは島村楽器のCOTONE(CC106C、CS7SL)を利用しているが（2018年7月時点）、2019年現在映像作品等で異なるウクレレも使用していることが確認されている。

## ディスコグラフィー

### ミニアルバム「僕の名前」
- 発売日：2018年9月19日　品番：QACW-01001　JANコード：4573205340258
- 発売元：ハンサムレコーズ×GIRL’S set　販売元：コロムビア・マーケティング(株)
- 収録曲
  1. 僕の名前　（作詞作曲：わかないづみ）
  2. Still we live　（作詞作曲：わかないづみ）
  3. わたしをつなぎとめたもの　（作詞作曲：わかないづみ）
  4. 砂の時計　（作詞作曲：ハンサム判治）
  5. You May Dream　（作詞作曲：ハンサム判治）
  6. どうでもいい世界　（作詞作曲：ハンサム判治）

### 洋楽カバーアルバム「far from here」
- 発売日:2018年11月28日　品番:QACW-1002　JANコード:4573205340272
- 発売元:ハンサムレコーズ ×GIRL’S set　販売元:コロムビア・マーケティング(株)
- 収録曲
  1. Shape of You (Ed Sheeran)
  2. I Really Like You (Carly Rae Jepsen)
  3. Stay With Me (Sam Smith)
  4. That’s What I Like (Bruno Mars)
  5. We Are Never Ever Getting Back Together (Taylor Swift)
  6. Hello (Adele)
  7. Love Yourself (Justin Bieber)
  8. Candyman (Zedd & Aloe Blacc)
  9. Fight Song (Rachel Platten)
  10. Blank Space (Taylor Swift)
  11. Rude (MAGIC!)
  12. I Don't Know My Name(Grace VanderWaal)
  13. Lovin' You(Minnie Riperton)

### ミニアルバム[注 1]「無題/エレベーター」
- 発売日：2019年9月18日　品番：QACW-1014　JANコード：4573205340364
- 発売元：ハンサムレコーズ×GIRL’S set　販売元：コロムビア・マーケティング(株)　Ⓟ&Ⓒ: ハンサムレコーズ
- 収録曲
  1. 無題
  2. エレベーター
  3. くじら
  4. 僕の名前（Live at 早稲田RiNen）
  5. Still we live（Live at 早稲田RiNen)
  6. どうでもいい世界（Live at 我歴stock in 女川）
  7. 砂の時計（Live at 我歴stock in 女川）

### アルバム「褪せゆく青に赤を足して」
- 発売日：2019年10月23日　品番：QACW-1015　JANコード： 4573205340388
- 発売元：ハンサムレコーズ×GIRL’S set　販売元：コロムビア・マーケティング(株)
- 収録曲
  1. 紫
  2. Beautiful things around me
  3. 光る石ころ
  4. 猫とひなたぼっこ
  5. いつか終わる日まで
  6. 月光の下で
  7. 君が眠る頃
  8. 紫 (Acoustic Ver.)
  9. Raining
  10. 無題 (Album Ver.)
  11. together through life
  12. Tom’s Diner
  13. エレベーター (Album Ver.)
  14. sing for…

## 年譜
- 2002年09月 スターダストプロモーション所属（～2008）
- 2003年07月 フジテレビ『Dr.コト―診療所』川畑夏美役 レギュラー出演
- 2004年01月 フジテレビ『Dr.コトー診療所 特別編』川畑夏美役
- 2004年11月 フジテレビ『Dr.コトー診療所2004』川畑夏美役
- 2006年07月 NHK『人生はフルコース』 幸子役
- 2006年10月 フジテレビ『Dr.コトー診療所』川畑夏美役
- 2012年 NHK杯放送大会 アナウンス部門 静岡県西部大会二位
- 2015年12月 ミス雛のつるし飾りコンテストグランプリ[13]
- 2017年 日産PRスペシャリスト（日産ミスフェアレディ）
- 2018年03月 ハンサムレコーズ所属
- 2018年09月 デビューミニアルバム「僕の名前」メジャーリリース
- 2018年11月 2nd.アルバム「far from here」リリース
- 2018年12月 ウクレレ・マガジン Vol.20 WINTER 2019にインタビュー記事掲載[14]
- 2019年02月 ウクレレ・ピクニック・イン・ハワイ2019に参加[15]
- 2019年06月 初のクラウドファンディングを目標の225%で達成[16]
- 2019年07月 サラダ/さのめいみ。のPVに出演[17]
- 2019年09月 ミニアルバム「無題/エレベーター」メジャーリリース
- 2019年10月 アルバム「褪せゆく青に赤を足して」メジャーリリース
- 2020年  1月 初の冠ラジオ番組「わかなスタイル」放送開始
- 2020年  3月 「DEEMO THE MOVIE」主題歌歌姫オーディション一次予選通過[18]
- 2020年  5月 「DEEMO THE MOVIE」主題歌歌姫オーディション二次予選通過[19]
- 2020年  6月 「DEEMO THE MOVIE」主題歌歌姫オーディション三次予選を総合2位で通過[20]
- 2020年  8月 ユニット「Lydia」の結成を発表[21]
- 2021年  4月 コロプラのアプリ「ユージェネ」 瀬戸さくら役[22]